# Greynoise
GreyNoiseは、インターネットのバックグラウンドノイズを分析するソフトウェア。セキュリティツールをノイズで飽和させるIPのデータを収集、分析し、ラベル付けをする。 この独自の視点により、ユーザーは無関係並びに無害なアクティビティを気にすることなく、真の脅威を発見し調査することが可能となる。
ユーザーが使用しているデバイスがインターネットをスキャンしているのを確認した場合は、侵害されている可能性がある。GreyNoiseは、危険性のあるIPをユーザーに通知し、セキュリティチームが侵害に迅速に対応できるようにする。またセキュリティチームはGreyNoiseクエリ言語（GNQL）を介してインターネット上で見られるトレードクラフトを発見し、脆弱性を探し悪用しているIPを明らかにすることが出来る。進行性の脅威アクティビティを監視しながら、エクスポージャーを評価している。2021年には米国国防総省（DoD）の防衛イノベーションユニット（DIU）とのパートナーシップを発表した。
なお、GreyNoiseはGreyNoise Intelligence, Inc が開発したソフトウェアであり概念であるグレイノイズとは異なる。